# Quararibea turbinata
Quararibea turbinata là một loài thực vật có hoa trong họ Cẩm quỳ. Loài này được (Sw.) Poir. miêu tả khoa học đầu tiên năm 1816.